# خاکستر

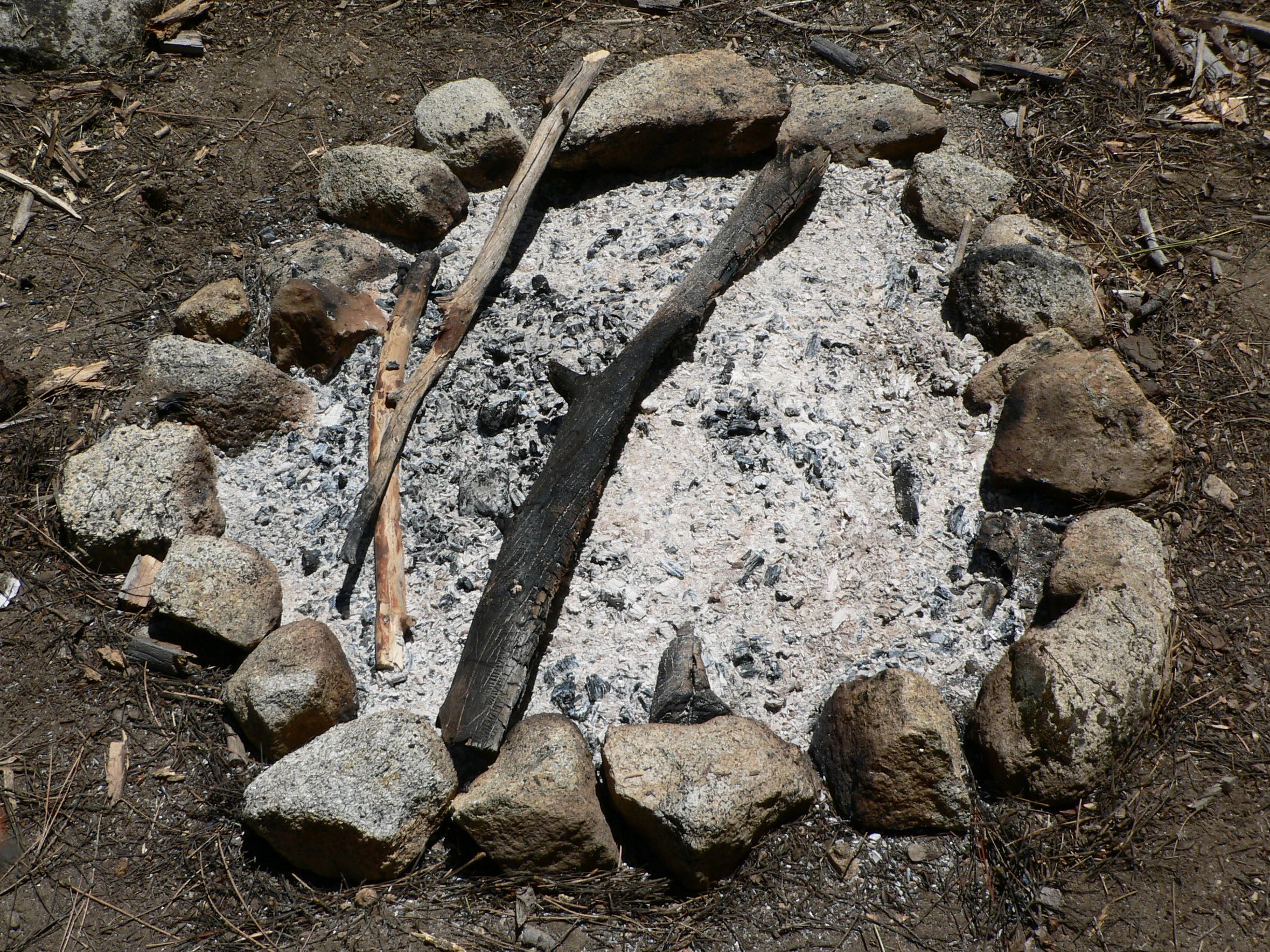
خاکستر آتش

خاکستر به باقی‌ماندهٔ هر چیزی می‌گویند که بر اثر آتش‌سوزی به شکل پودر یا گرد درآمده باشد.

## گونه‌های خاکستر
- خاکستر آتش
- خاکستر آتش‌فشانی
- خاکستر چوب
- خاکستر مردگان (در چین، مردگان را می‌سوزانند و خاکستر آن را نگه‌داری می‌کنند. و همچنین در هند معمولاً خاکستر مردگان سوزانده شده خود را در آب رود گنگ می‌ریزند)
- خاکستر بادی